# Marzio Pieri
Marzio Pieri (Firenze, 20 gennaio 1940 – Reggio Emilia, 2 novembre 2019) è stato un critico letterario italiano.

## Biografia
Laureatosi in Lettere a Firenze nel 1966 con una tesi dal titolo La poesia del Cavalier Marino, affidatagli da Walter Binni, ancora laureando fu ufficiale di complemento dell'AArs, fungendo da segretario di un corso di acculturazione per ufficiali piloti (storia, filosofia, dottrine politiche). La tesi fu vivacemente contestata dai relatori. Dieci giorni dopo il neodottore cominciò il suo servizio di insegnante con incarico annuale presso le scuole medie della vicina Pistoia. All'inizio del 1968 concorse a una borsa di studio biennale al Magistero di Parma: si trovò a collaborare con Franca Brambilla Ageno, studiosa che lo ebbe dapprima in sospetto in quanto uscito (ma anche allontanato) da scuole che poco peso davano alla filologia.
Fu l'illustre filologa - forse anche per metterlo alla prova - a segnalarlo a Gianfranco Folena perché gli fosse affidata l'edizione dell'Adone per gli "Scrittori d'Italia" Laterza. 
Intanto Pieri, per le normali alternanze interne a una facoltà in formazione, si era visto affidare per incarico annualmente rinnovabile l'insegnamento di Estetica, congiuntamente all'obbligo di trasferirsi con la famiglia a Parma. Vi giunse nell'autunno del 1970 e vi restò fino all'inizio del nuovo millennio, quando decise di trasferirsi a Reggio Emilia. Nel 1981 aveva vinto tardivamente un concorso di associato di Letteratura italiana a Parma, dopo alcuni anni d'incarico come docente di Letteratura italiana moderna e contemporanea.

## Pubblicazioni principali
- L' Adone, di Giambattista Marino, a cura di Marzio Pieri. Lavis, La Finestra editrice, 2007.
- Per Marino : Appendici : La Francia consolata, Lettera sul Mondo Nuovo, Del Mondo Nuovo canto XIX , a cura di Marzio Pieri. Padova, Liviana, 1976.
- Viaggio da Verdi, Parma, La Pilotta, 1977.
- Gerusalemme distrutta e altri teatri di guerra , studi su Giambattista Marino, a cura di Marzio Pieri. Parma, La Pilotta, 1985.
- L'armonioso labirinto : teatro da musica : 1913-1970, di Gian Francesco Malipiero; a cura di Marzio Pieri. Venezia, Marsilio, 1992.
- Il Barocco: Marino e la poesia del Seicento, scelta e introduzione di Marzio Pieri. Roma, Istituto poligrafico, 1995.
- Romanzi di Giovanni Verga, a cura di Marzio Pieri. Torino, UTET, 1998.
- Scintille poetiche, o Poesie sacre, e morali : aggiunta La mutevolezza eloquente e una scelta di poesie sparse  di Iacopo Lubrano; a cura di Marzio Pieri; con una nota sul Lubrano melico di Luana Salvarani. Lavis, La Finestra editrice, 2002. (Volume corredato di CD-Rom)
- La Galeria  di Giambattista Marino, a cura di Marzio Pieri e Alessandra Ruffino. Lavis, La Finestra editrice, 2005 + 1 CD-Rom. (In appendice: La Galeria del cavalier Marino considerata vien dal Paganino. - CD-Rom: Pitture per la Galeria, a cura di Alessandra Ruffino)
- La Sampogna, di Giambattista Marino. Con una scelta di idilli secenteschi e le Egloghe Boscherecce del Capponi, a cura di Marzio Pieri, Alessandra Ruffino e Luana Salvarani, Lavis, La Finestra editrice, 2006.